# Carlos Loures
Carlos Loures, (Lisboa ,6 de Outubro de 1937 - 3 de Janeiro de 2022) é um poeta e escritor português. Diplomado em Técnicas Editoriais pela Faculdade de Letras da Universidade de Lisboa, .
Foi, entre 1958 e 1960, um dos coordenadores da revista Pirâmide, da qual foram publicados três números. Nestes cadernos colaboraram numerosos escritores, na sua maior parte ligados ao movimento surrealista: Mário Cesariny de Vasconcelos, Luiz Pacheco, Herberto Hélder, Pedro Oom, António José Forte, Ernesto Sampaio, Manuel de Castro e o poeta maiorquino Llorenç Vidal. Publicaram-se igualmente inéditos de Raul Leal, figura do Orpheu, e de António Maria Lisboa.
Em 1962 publicou a sua primeira colectânea de poemas, Arcano Solar, na qual se notava a influência de seus mestres surrealistas. Revelando um forte compromisso ideológico, A Voz e o Sangue, constituía um violento libelo contra a ditadura, pelo que foi apreendido e Carlos Loures preso por seis meses. Dentro da mesma linha de realismo socialista, A Poesia Deve Ser Feita Por Todos, foi também apreendido pela polícia política. Em 1985 estreou-se como ficcionista com o romance Talvez um Grito, obra distinguida pelo júri do Prémio Diário de Notícias. Em 1990 publica nova colectânea poética, O Cárcere e o Prado Luminoso. Em 1995 publica o seu segundo romance A Mão Incendiada. Em colaboração com Manuel Simões, publicou também três antologias poéticas de autores portugueses Hiroxima, Vietname e Poemabril. Em Janeiro de 2008 publicou o romance A Sinfonia da Morte.
Entre 1964 e 1966, teve a seu cargo a secção de crítica de poesia do Jornal de Notícias do Porto. Viveu algum tempo em Vila Real, onde desempenhou funções na Biblioteca Itinerante da Fundação Calouste Gulbenkian e onde estabeleceu laços de amizade e camaradagem com o grupo do Movimento Setentrião, no qual veio a ter papel importante. Foi funcionário da Radiotelevisão Portuguesa e director executivo de uma editora do grupo Hachette, de Paris.

## Obras publicadas
- Arcano Solar (Círculo de Cultura Ibero-americana, 1962)
- Hiroxima (Nova Realidade, 1967)
- No Centenário De Romain Rolland (Crónicas de Autores Portugueses, Portugália, Cosmos, Livros do Brasil, 1967)
- Antologia Da Poesia Contemporânea De Trás-Os-Montes E Alto Douro (Setentrião, Vila Real, 1968)
- A Voz e o Sangue (Tip. do Carvalhido, 1968)
- A Poesia Deve Ser Feita Por Todos (Ulmeiro, 1970)
- O Ministério Do Amor, teatro (Nova Realidade, Tomar, 1970)
- Vietname (Nova Realidade, 1970)
- Poemabril (Nova Realidade, 1984)
- Talvez Um Grito (Edições Salamandra, Lisboa, 1985)*
- O Cárcere E O Prado Luminoso (Edições Salamandra, Lisboa, 1990)
- A Mão Incendiada (Edições Colibri, Lisboa, 1995)*
- D. João II (Vidas Lusófonas, Lisboa, 2000)
- Eça de Queirós ( Vidas Lusófonas., Lisboa, 2000)
- A Sinfonia da Morte (Co-edição de Edições Colibri e Âncora Editora , Lisboa, 2007)
- O Xadrez sem Mestre (Co-edição de Edições Colibri e Âncora Editora , Lisboa, 2013)*
- O Atlas Iluminado (Edições Colibri, Lisboa, 2013)
- A Vida é um Desporto Violento (Âncora Editora , Lisboa, 2017)

NOTA.- os romances Talvez um Grito, A Mão Incendiada e O Xadrez sem Mestre, constituem a trilogia "1968".